# Viktoria-Platz
Le Viktoria-Platz, également connu sous le nom de Viktoria-Sportplatz ou encore de Sportplatz am Gübser Damm, est un ancien stade de football allemand situé dans la ville de Magdebourg, en Saxe-Anhalt.
Le stade, inauguré en 1905 et détruit en 1945, servait d'enceinte à domicile à l'équipe de football du SV Victoria 96 Magdebourg.

## Histoire
À la suite de la fermeture du Cracauer Anger par l'armée en 1905, le FC Victoria se doit de déménager dans une nouvelle enceinte. Il emménage la même année au Viktoria-Platz, sur Gübser Damm.
Le 31 mai 1914 a lieu au Viktoria-Platz la finale du championnat d'Allemagne entre le Greuther Fürth et le VfB Leipzig (victoire 3-2 du Greuther Fürth).
Immédiatement après la Seconde Guerre mondiale, le FC Viktoria est dissous par les Alliés, ce qui signifie l'abandon du terrain.
En 1955, le Ernst-Grube-Stadion ouvre ses portes sur le même lieu (il sera lui-même démoli en 2005 puis remplacé par la MDCC-Arena Magdeburg, également situé au même endroit).

## Événements
- 1914 : Finale du Championnat d'Allemagne de 1913-14